# Château-Renault
Château-Renault és un municipi francès, situat al departament de l'Indre i Loira i a la regió de Centre – Vall del Loira. L'any 2007 tenia 5.209 habitants.

## Demografia

### Població
El 2007 la població de fet de Château-Renault era de 5.209 persones. Hi havia 2.360 famílies, de les quals 916 eren unipersonals (364 homes vivint sols i 552 dones vivint soles), 712 parelles sense fills, 548 parelles amb fills i 184 famílies monoparentals amb fills.
La població ha evolucionat segons el següent gràfic:
Habitants censats

### Habitatges
El 2007 hi havia 2.703 habitatges, 2.406 eren l'habitatge principal de la família, 41 eren segones residències i 256 estaven desocupats. 1.549 eren cases i 1.083 eren apartaments. Dels 2.406 habitatges principals, 1.094 estaven ocupats pels seus propietaris, 1.271 estaven llogats i ocupats pels llogaters i 41 estaven cedits a títol gratuït; 77 tenien una cambra, 313 en tenien dues, 605 en tenien tres, 755 en tenien quatre i 656 en tenien cinc o més. 1.445 habitatges disposaven pel capbaix d'una plaça de pàrquing. A 1.204 habitatges hi havia un automòbil i a 679 n'hi havia dos o més.

### Piràmide de població
La piràmide de població per edats i sexe el 2009 era:
| Homes | Edats   | Dones |
| ----- | ------- | ----- |
| 0     | 95 o +  | 28    |
| 4     | 90 a 94 | 52    |
| 60    | 85 a 89 | 76    |
| 48    | 80 a 84 | 68    |
| 72    | 75 a 79 | 116   |
| 96    | 70 a 74 | 168   |
| 128   | 65 a 69 | 180   |
| 144   | 60 a 64 | 124   |
| 120   | 55 a 59 | 148   |
| 164   | 50 a 54 | 168   |
| 172   | 45 a 49 | 212   |
| 184   | 40 a 44 | 212   |
| 196   | 35 a 39 | 156   |
| 224   | 30 a 34 | 184   |
| 232   | 25 a 29 | 208   |
| 124   | 20 a 24 | 136   |
| 200   | 15 a 19 | 192   |
| 204   | 10 a 14 | 152   |
| 152   | 5 a 9   | 132   |
| 132   | 0 a 4   | 144   |

## Economia
El 2007 la població en edat de treballar era de 3.186 persones, 2.342 eren actives i 844 eren inactives. De les 2.342 persones actives 1.984 estaven ocupades (1.081 homes i 903 dones) i 358 estaven aturades (150 homes i 208 dones). De les 844 persones inactives 306 estaven jubilades, 238 estaven estudiant i 300 estaven classificades com a «altres inactius».

### Ingressos
El 2009 a Château-Renault hi havia 2.454 unitats fiscals que integraven 5.213,5 persones, la mediana anual d'ingressos fiscals per persona era de 14.926 €.

### Activitats econòmiques
Dels 266 establiments que hi havia el 2007, 3 eren d'empreses extractives, 9 d'empreses alimentàries, 2 d'empreses de fabricació de material elèctric, 1 d'una empresa de fabricació d'elements pel transport, 28 d'empreses de fabricació d'altres productes industrials, 22 d'empreses de construcció, 60 d'empreses de comerç i reparació d'automòbils, 14 d'empreses de transport, 17 d'empreses d'hostatgeria i restauració, 19 d'empreses financeres, 12 d'empreses immobiliàries, 26 d'empreses de serveis, 33 d'entitats de l'administració pública i 20 d'empreses classificades com a «altres activitats de serveis».
Dels 69 establiments de servei als particulars que hi havia el 2009, 1 era una oficina d'administració d'Hisenda pública, 1 gendarmeria, 1 oficina de correu, 6 oficines bancàries, 8 tallers de reparació d'automòbils i de material agrícola, 1 taller d'inspecció tècnica de vehicles, 2 autoescoles, 1 paleta, 2 guixaires pintors, 4 fusteries, 3 lampisteries, 4 electricistes, 2 empreses de construcció, 9 perruqueries, 3 veterinaris, 2 agències de treball temporal, 9 restaurants, 6 agències immobiliàries, 2 tintoreries i 2 salons de bellesa.
Dels 36 establiments comercials que hi havia el 2009, 2 eren supermercats, 1 un supermercat, 1 una gran superfície de material de bricolatge, 1 una botiga de més de 120 m², 6 fleques, 6 carnisseries, 3 llibreries, 5 botigues de roba, 1 una botiga de roba, 3 sabateries, 1 una botiga de mobles, 2 drogueries, 1 una perfumeria i 3 floristeries.
L'any 2000 a Château-Renault hi havia 3 explotacions agrícoles.

## Equipaments sanitaris i escolars
El 2009 hi havia 1 hospital de tractaments de curta durada, 1 hospital de tractaments de mitja durada (seguiment i rehabilitació, 1 psiquiàtric, 1 centre de salut, 2 farmàcies i 2 ambulàncies.
El 2009 hi havia 3 escoles maternals i 2 escoles elementals. A Château-Renault hi havia 1 col·legi d'educació secundària i 1 liceu tecnològic. Als col·legis d'educació secundària hi havia 760 alumnes i als liceus tecnològics 277.

## Poblacions més properes
El següent diagrama mostra les poblacions més properes.